# ディアンドル

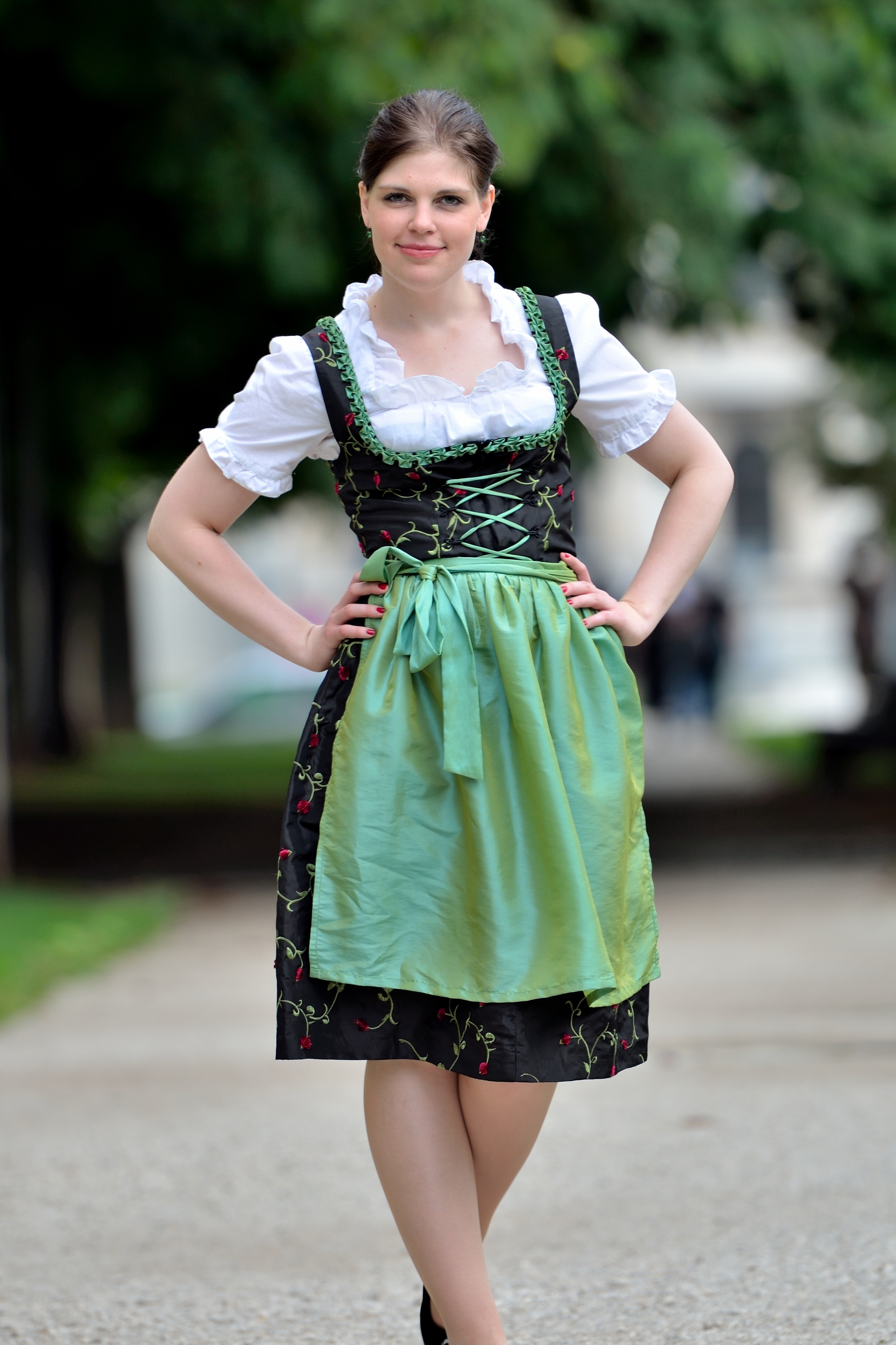
ディアンドルを着た女性

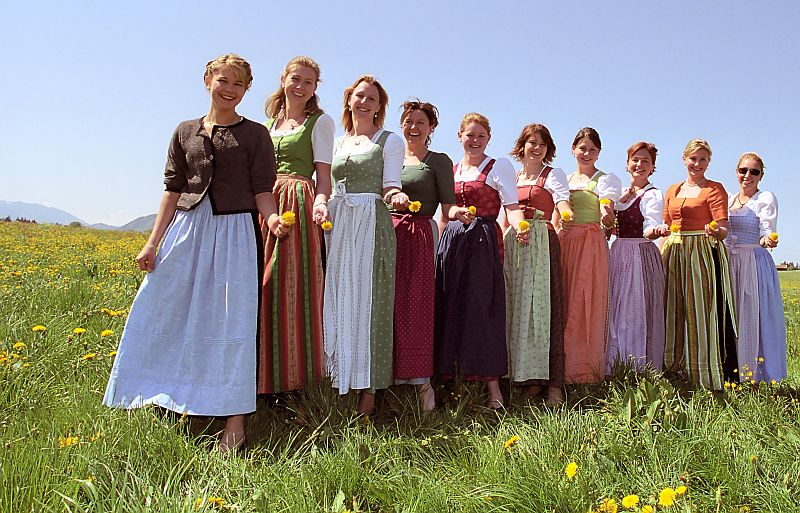
ディアンドルには様々な色や形のものが存在する

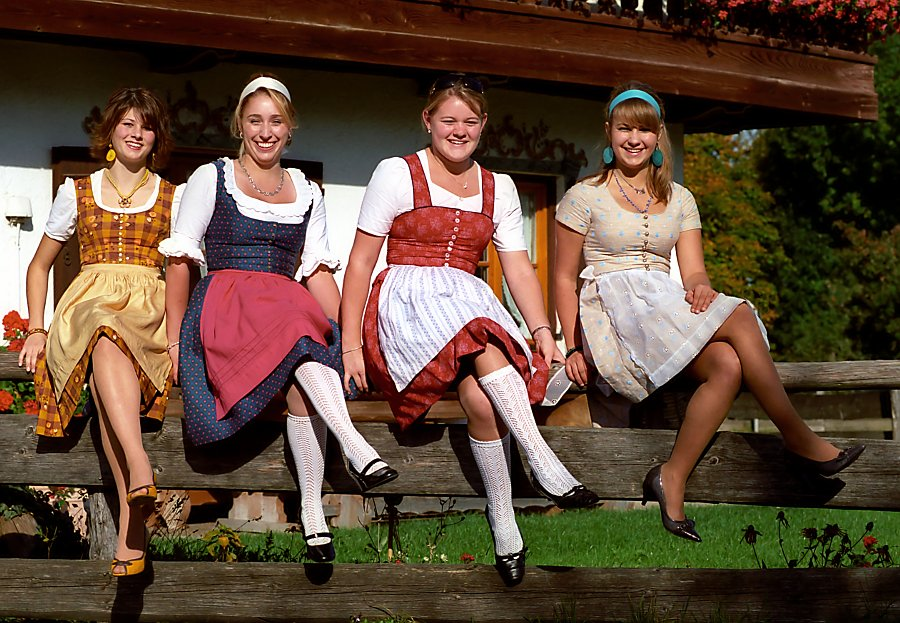
現代仕様のディアンドルを着た女性達

ディアンドル（ディルンドル、英語読みでダーンドルとも。ドイツ語：Dirndl [dÍrndəl] ）は、ドイツ南部バイエルン州からリヒテンシュタイン公国、オーストリア・チロル地方、スイス、イタリアのアルプス地方にかけての女性の民族衣装。形状はドレスに類似している。
アルプス山脈の農家の女性が着ていた伝統的な衣装が基礎になっている。ディアンドルは南ドイツのバイエルン・オーストリア語で「娘さん」や「お嬢さん」という意味であり、オーストリアの街中に出稼ぎでやって来た農村出身の若い小間使い達に対する「お嬢さん」という呼びかけが、そのまま彼女達の着ていた服装の名称となった。女性のドレスを指すKleidとの複合語でDirndlkleidともいう。
労働着としての出自から、ほかの西欧および中欧の民族衣装に比べても構成、装飾が非常にシンプルである。1870年代になって、オーストリアで上流の女性にも着られるようになり、ベルベットなどの高価な生地で仕立てられ、刺繍などの装飾が施されるようになった。
現在は日常着としては着用されていないが、五月祭やオクトーバーフェストなどの伝統的な行事の会場で見ることができる。

## 概要
前開きで襟ぐりの深い短い袖なしのボディス（胴衣）、同じく襟を深く刳(く)ったブラウス、踝までを覆うスカート、エプロンが伝統的な構成要素である。
ボディスはボタンやホックなどで止めるほか、装飾的に紐で締めあげるタイプもある。
より伝統的なスカートは、無地か、チェックなどのシンプルなプリント生地で作る。
冬はブラウスもハイネックとなり、厚地の木綿やウール仕立てられ伝統的で重厚な印象を受けるが、夏は薄手の木綿などで仕立てられ非常に軽快である。
エプロンは浅青色がもともとの基本の色彩で、結婚式などで白いものを身に付けた。前面左にエプロンの腰ひもの結び目があるときは未婚、前面右にある場合は既婚者。後ろ結びは未亡人のものとされているが、現在はあまり区別はされていない。
近年ではシルクやベルベットといった高価な素材のものに加え、若い女性向けにコルセットのような胸を強調するボディス、色鮮やかなエプロン、短いスカートのものも売り出されている。